# Atropello masivo de Münster de 2018
El atropello masivo de Münster de 2018 fue cometido el sábado 7 de abril de ese año. Un hombre arrolló con una camioneta a una multitud en una plaza en la ciudad alemana de Münster. Mató a dos personas e hirió a otras 20. El asesino condujo la camioneta contra las personas sentadas en las terrazas de los restaurantes, en una plaza peatonal en la parte antigua de la ciudad alemana de Münster. La policía dijo que el atacante atacó en "varias terrazas de cafeterías y restaurantes en una plaza principal en el centro de Münster". El atacante se suicidó. El ataque mató a dos personas e hirió a unas 20 más, seis de gravedad. El motivo del ataque se puso bajo investigación. Uno de los heridos falleció el 26 de abril. La cuarta víctima mortal fue un ciudadano holandés que estaba en coma y finalmente murió el 29 de julio.

## Detalles
El atacante fue identificado por los medios de comunicación como un ciudadano alemán de 48 años llamado Jens R., que previamente había sufrido una enfermedad psiquiátrica. El ministro del Interior del Estado, Herbert Reul, dijo el día del ataque que no había indicios de un trasfondo islámico del ataque. Los medios informaron que Jens R. nació el 1 de mayo de 1969 y había residido en Münster.
Era conocido como delincuente de poca monta, que robaba teléfonos móviles y radios de automóvil para financiar su adicción a las drogas. Había dicho en el pasado que quería suicidarse de una manera espectacular. Las autoridades también consideraron la posibilidad de que hubiera cometido el delito debido a problemas de relación. La ciudad de Münster había planeado instalar bolardos de seguridad en áreas públicas, aunque la lista de espacios públicos considerados de alto riesgo y programados para recibir bolardos no incluía la ubicación de este ataque.